# Bernhard Hoetger

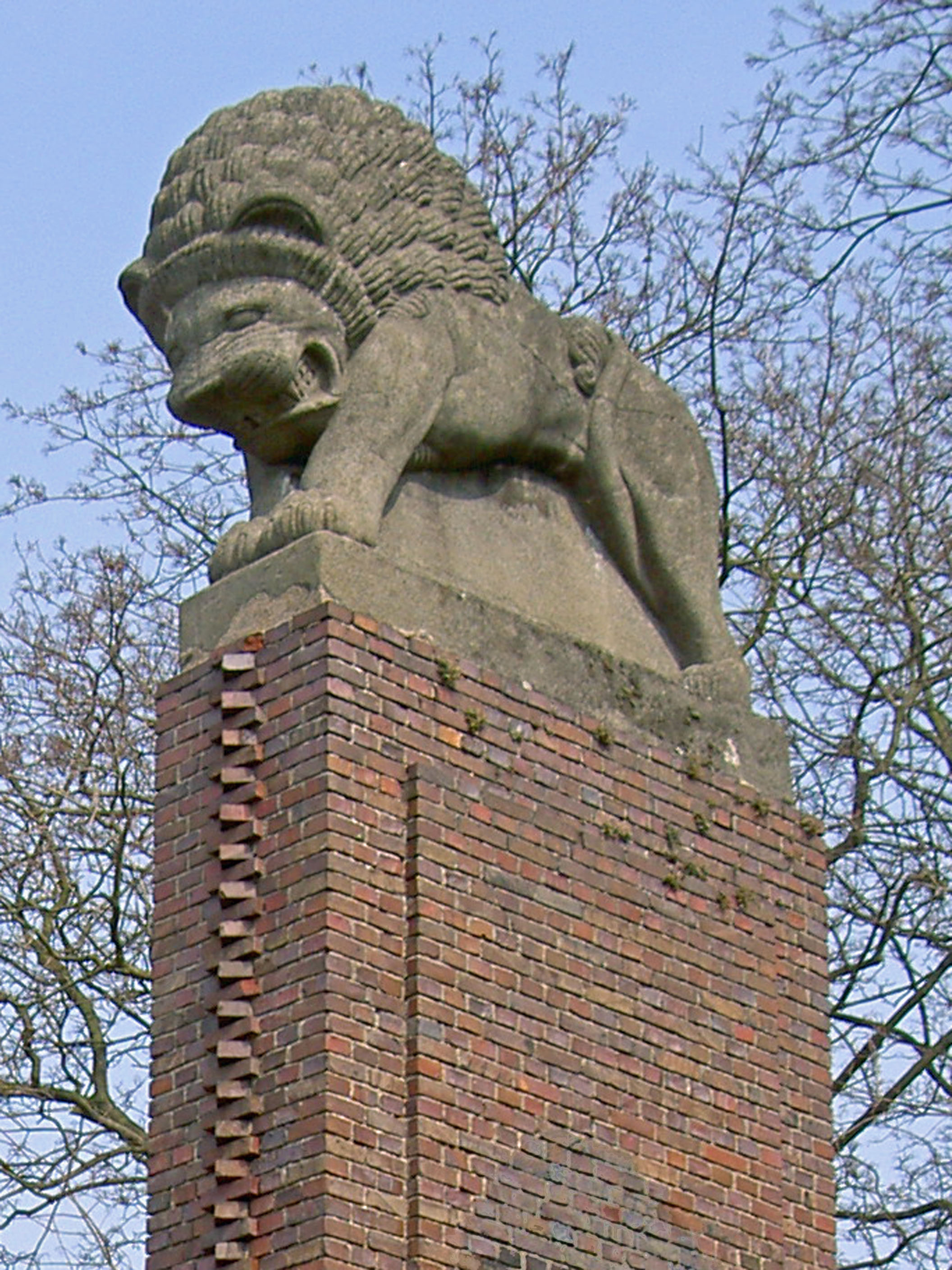
Porta do Leão, Darmstadt (em colaboração com Albin Müller).

Bernhard Hoetger  (Dortmund, 4 de maio de 1874 – Interlaken, Suíça, 18 de julho de 1949) foi um escultor alemão. 
Filho de um ferreiro de Dortmund, estudou escultura em Detmold de 1888 a 1892, antes de dirigir uma oficina em Rheda-Wiedenbrück. Após uma temporada na Academia de Artes de Düsseldorf, realizou uma viagem a Paris, onde foi influenciado por Auguste Rodin, e conheceu a Paula Modersohn-Becker. Mais tarde familiarizou-se com Antoni Gaudí. Em 1911 foi para a colônia artística de Darmstadt, onde permaneceu por algum tempo.
Em 1914, inspirado por Modersohn-Becker, instalou-se na colônia de Worpswede. Foi aqui que se reuniu com Ludwig Roselius, com quem faria a sua obra mestra, a Böttcherstraße de Bremen, num estilo expressionista. Assim como Roselius, Hoetger simpatizava com o ideal nazista e tornou-se membro do partido, embora fosse declarado em 1936 como artista degenerado. Expulso do partido, instalou-se na Suíça, onde faleceu em 1949.